# Idaea marambaudista
Idaea marambaudista là một loài bướm đêm trong họ Geometridae.